# کارهای امبینت برگزیده ۹۲–۸۵
کارهای امبینت برگزیده ۹۲-۸۵ (به انگلیسی: Selected Ambient Works 85–92) نام آلبومی از ریچارد دی جیمز تحت عنوان افکس توئین است. این آلبوم که در سبک امبینت تکنو ساخته شده‌است، سوّمین اثر منتشرشدهٔ ریچارد دی جیمز و نخستین آلبوم استودیویی منتشرشدهٔ او تحت عنوان افکس توئین به شمار می‌آید. این آلبوم در سال ۱۹۹۲ تحت لیبل بلژیکی آپولو منتشر شد. بسیاری کارهای امبینت برگزیده ۹۲-۸۵ را یکی از تأثیرگذارترین آثار تاریخ موسیقی امبینت، و نیز یکی از آثار پیشگام آی‌دی‌ام یا intelligent dance music و موسیقی الکترونیک دنس می‌دانند.